# トゥマコ地震
トゥマコ地震（トゥマコじしん）は、1979年12月12日、現地時間2時59分3秒（UTC7時59分）にエクアドル・コロンビア近海で発生したマグニチュード7.7の地震である。大規模な津波が発生し、数百人の死者を出した。

## 地震のメカニズム
エクアドルの沿岸部とコロンビア南部は、エクアドル・コロンビア海溝に沿って南アメリカプレートの下にマルペロプレートが沈下する収束型境界の上にある。この地域では、ナスカプレートの北東にあるマルペロプレートが、南アメリカに対して年間58ミリメートルの速度で東に移動している。カーネギーリッジの北にある沈み込み境界面には、南から北にかけて、エスメラルダス、マングレア、トゥマコ、パティアの4つのセグメントがある。このプレート境界ではたびたび巨大地震が発生しており、1906年のエクアドル・コロンビア地震ではプレート境界面の500‐600キロメートルの長さのセグメント（4つのセグメントすべてが崩壊）が破壊され、マグニチュード8.8の巨大地震と大津波を引き起こした。

## 津波
地震の揺れはエクアドル（グアヤキル、エスメラルダス、キトを含む）とコロンビア（ボゴタ、カリ、ポパヤン、ブエナベントゥーラを含む）で強く感じられたが、エクアドルでは死者はなかった。
震源地の海岸は地震で最大1.6メートル沈下し、土地の移動により、河川の流域が局所的に破壊された。
津波は各地で観測され、震源地に最も近い海岸では地震の約3分後に津波の第一波が到達した。3回から4回の津波が押し寄せ、第三波が最も高かった。3回目の津波は干潮と同時に発生し、浸水範囲と死傷者数を大幅に減らした。
観測された津波はコロンビアのトゥマコ北東にあるサンフアンデラコスタの6メートルが最大で、コスタリカ・プンタレナスで13センチ、フランス領ポリネシアで16センチ、日本の北海道から和歌山県まで微弱から25センチ、メキシコ・アカプルコで30センチ、アメリカ・ハワイで40センチの津波が観測された。

### 被害
3メートルの津波に襲われたトゥマコでは、2500万ドル以上の被害を出し、1280戸の家屋が被害を受け、全壊1146棟、25‐36人が死亡、15人行方不明の被害を出した。
チャルコの漁村は津波でほぼ完全に破壊され、津波が家屋を内陸の湖に押し流した。4,000人の人口のうち93人が死亡または行方不明と報告された。
6メートルの津波を観測したサンフアンデラコスタでは、すべての家屋が破壊され、199人が死亡または行方不明と報告された。
この地震による被害は総死者数500‐600人と推定され、4,000人が負傷した。